# Cassengeld
Als  Cassengeld wurde in Kurhannover seit Mitte des 18. Jahrhunderts in amtlichen Verlautbarungen das von den Staatskassen für Einzahlungen offiziell akzeptierte Münzgeld bezeichnet, das nach dem seit 1690 dort geltenden Leipziger Fuß geprägt war, einem 12-Taler-Münzfuß.
Andere Staaten waren bereits zu einem leichteren Münzfuß übergegangen, meist dem Konventionsfuß, so dass im täglichen Zahlungsverkehr zunehmend „schlechteres“ ausländisches Münzgeld das „gute“ Geld gleichen Nominals verdrängte; letzteres floss oft ins Ausland ab und wurde dort eingeschmolzen (Greshamsches Gesetz).
Die Staatskassen nahmen Geld nach leichterem Münzfuß nur mit Abschlag an, z. B.:
| Cassengeld                     | Verkehrswert                  | Relation  | Abschlag |
| ------------------------------ | ----------------------------- | --------- | -------- |
| 1 Groschen 10 Pfennig n.d.L.F. | 2 Groschen Konventionsmünze   | 22 / 24   | 8,33 %   |
| 3 Mariengroschen n.d.L.F.      | 3 Mgr. 2 Pf. Konventionsmünze | 36 / 38   | 5,26 %   |
| 4 Taler 16 Groschen            | Louis d’or = 5 Taler          | 112 / 120 | 6,67 %   |

Auf Münzen findet sich die Bezeichnung Cassengeld einzig bei einer Ausgabe mit der Inschrift „I THALER HANNOVERISCH CASSEN GELD“ bzw. „1/2 THALER ...“, die 1801 in nur wenigen Exemplaren geprägt wurde.
Erst 1817 nahm auch Hannover den Konventionsfuß an, 1834 dann den preußischen 14-Taler-Fuß.